# Musikplats Stockholm
Musikplats Stockholm är ett radioprogram om aktuell musik (främst inom pop, rock och soul) i Sveriges Radio P4 Radio Stockholm av och med Fredrik Eliasson.
Programmet startade i januari 2005 med en timme i veckan från olika musikplatser i Stockholmsområdet, allt från scener och klubbar till rep- och studiolokaler (därav programnamnet). 2006 gjordes en rad förändringar av Musikplats Stockholm som förlängdes till två timmar i veckan. Sedan 2008 direktsänds Musikplats Stockholms live-del inför publik i stora Studio 4 i Radiohuset.